# Elena Lyadova
Elena Igorevna Lyadova (en ruso: Еле́на И́горевна Ля́дова; 25 de diciembre de 1980 en Morshansk) es una actriz rusa. En 2002 se graduó en la Escuela de Teatro Mikhail Shchepkin en Moscú, Rusia. Sus créditos en cine incluyen producciones como Elena (2011), Geograf globus propil (2013), Leviatán (2014) y Orlean (2015).

## Biografía

### Primeros años y estudios

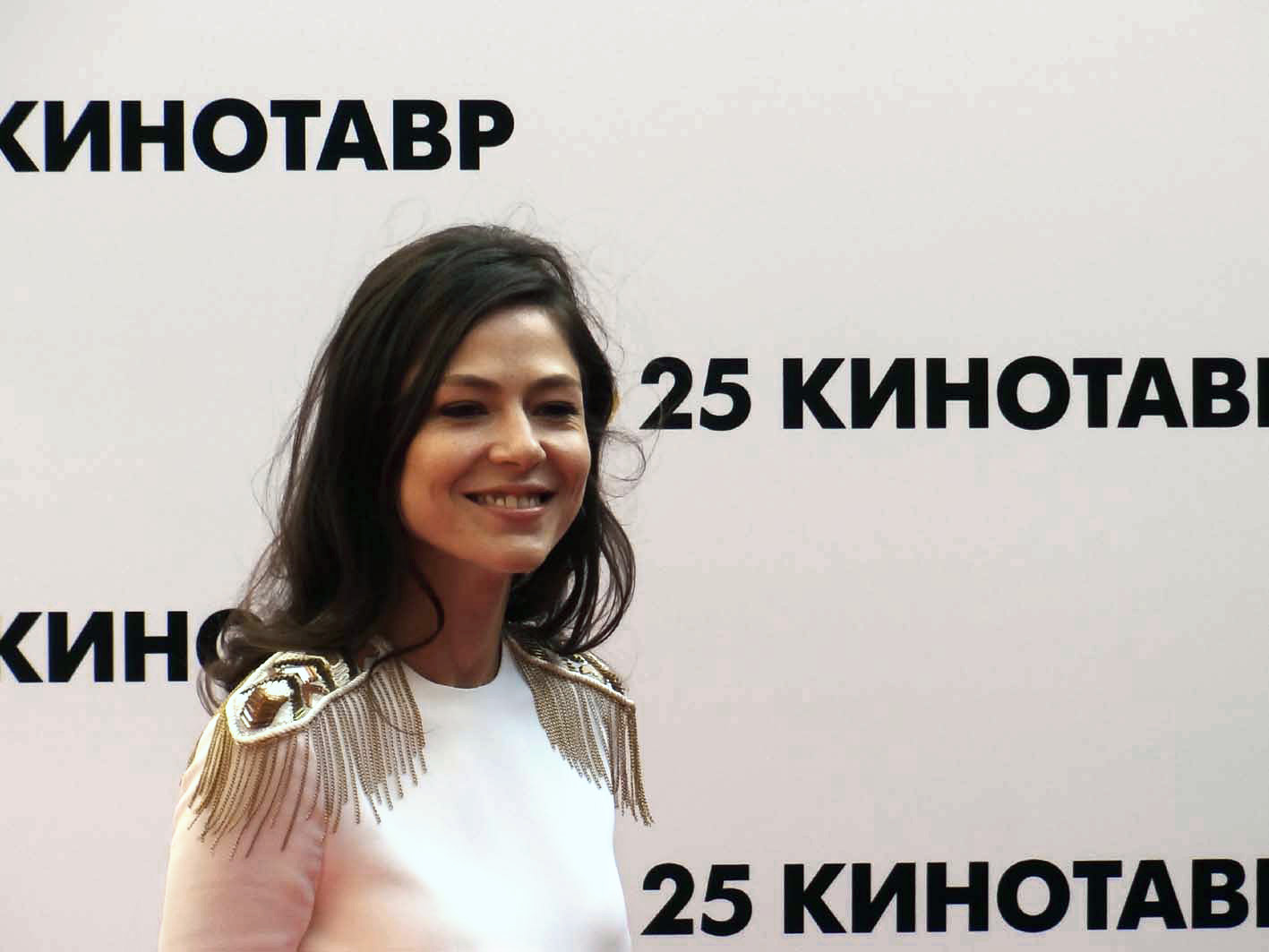
Elena Lyadova en la ceremonia de apertura del Festival Kinotavr 2014 en la ciudad rusa de Sochi.

Elena Lyadova nació el 25 de diciembre de 1980 en Morshansk, Óblast de Tambov, República Socialista Federativa Soviética de Rusia, Unión Soviética. Cuando Elena cumplió seis años, su familia se trasladó a Odintsovo, Óblast de Moscú. Se graduó en la Escuela de Teatro Mikhail Shchepkin en Moscú, Rusia en 2002 y fue aceptada en el elenco del Teatro de Moscú para Audiencias Jóvenes.

### Carrera
La carrera de Lyadova en el cine comenzó en 2005 con la película ganadora del Premio Golden George en el Festival Internacional de Cine de Moscú, Dreaming of Space, de Alexei Uchitel. En el 2005 tuvo papeles en el drama de Ekaterina Shagalova, Pavlov's Dog, y en la comedia de Andrei Proshkin, Soldier's Decameron. Actuó en la serie de televisión de 2009 The Brothers Karamazov de Yuri Moroz, basada en la novela homónima de Fiódor Dostoyevski. En la película, Elena interpretó a la irreverente Grushenka.
En 2012 fue galardonada con los premios Águila de Oro y Nika en la categoría de mejor actriz por su papel en Elena, de Andréi Zviáguintsev. Dos años más tarde volvió a recibir ambos galardones por su participación en el largometraje de Alexander Veledinsky Geograf globus propil. La colaboración creativa de Elena Lyadova con Vadim Perelman continuó en 2015, cuando la actriz protagonizó la miniserie dramática Treason, que narra el destino de las personas cuyos cónyuges son infieles. Esta producción ganó el premio de la Asociación de Productores de Cine y Televisión en la categoría de Mejor miniserie. En octubre de 2013, en el canal de televisión Russia 1 se estrenó la miniserie histórica policíaca de Vadim Perelman, Ashes, en la que Elena interpretó uno de los papeles principales. Un año después participó en el largometraje Leviatán.
En 2015, la actriz recibió el Premio Silver George en el Festival Internacional de Cine de Moscú por el papel de la excéntrica y promiscua peluquera Lidka en la película de comedia negra de Andrei Proshkin Orlean. También desempeñó un papel secundario en la película biográfica Dovlatov de 2018, que se proyectó en el 68.º Festival Internacional de Cine de Berlín.

## Plano personal
Durante el rodaje de Soldier's Decameron (2005) inició una relación sentimental con el actor Aleksandr Yatsenko, con quien vivió durante siete años. En 2015 se casó con el actor Vladimir Vdovichenkov.

## Filmografía

### Cine
| Año  | Título                              | Papel           | Notas                 |
| ---- | ----------------------------------- | --------------- | --------------------- |
| 2005 | Dreaming of Space                   | Rimma           | Debut cinematográfico |
| 2005 | Pavlov's Dog                        | Ksysha          |                       |
| 2005 | Soldier's Decameron                 | Marina          |                       |
| 2009 | Tambourine, Drum                    | Amiga           |                       |
| 2011 | Elena                               | Katerina        |                       |
| 2012 | Solo saxophone                      | Vika            |                       |
| 2013 | The Geographer Drank His Globe Away | Nadia           |                       |
| 2014 | Leviathan                           | Lilya Sergeyeva |                       |
| 2015 | Orlean                              | Lidka           |                       |
| 2016 | Day to ...                          |                 |                       |
| 2018 | Dovlatov                            | Joven editora   |                       |
| 2018 | Frontier                            |                 |                       |

### Televisión
| Año  | Título                 | Papel                   | Notas               |
| ---- | ---------------------- | ----------------------- | ------------------- |
| 2007 | Lenin's Testament      | Galina Koval            | Serie de televisión |
| 2008 | Protection             | Tatiana Kalitina        | Serie de televisión |
| 2009 | The Brothers Karamazov | Grushenka               | Serie de televisión |
| 2009 | Return of Sinbad       | Elya Shakhova           | Serie de televisión |
| 2009 | Disappeared            | Galka                   | Miniserie           |
| 2009 | Lyubka                 | Lyubka                  | Serie de televisión |
| 2009 | Moscow courtyard       | Svetka                  | Serie de televisión |
| 2010 | When Ledum bloom       | Anna Sedova             | Serie de televisión |
| 2010 | Rat                    | Natalia Sorokina-Lefabe | Serie de televisión |
| 2010 | Blizzard               | Masha                   | Miniserie           |
| 2010 | Captivity passion      | Mariya Zakrevskaya      | Serie de televisión |
| 2011 | Heartbeat              | Nina Ilina              | Miniserie           |
| 2011 | I'll wait              | Klava Sintsova          | Miniserie           |
| 2012 | Collectors             | Vera                    | Serie de televisión |
| 2012 | Separation             | Rada                    | Serie de televisión |
| 2013 | Lucky                  | Irina Boyarova          | Serie de televisión |
| 2013 | Ashes                  | Rita                    | Serie de televisión |
| 2015 | Treason                | Asya                    | Serie de televisión |